# Francis De Wolff
Francis De Wolff (* 7. Januar 1913 in Essex, England; † 18. April 1984 in Sussex, England) war ein britischer Schauspieler.

## Leben und Karriere
Nach seinem Studium an der Royal Academy of Dramatic Art absolvierte De Wolff 1935 sein Filmdebüt im britischen Film Ten Minute Alibi unter Regie von Bernard Vorhaus. Zunächst konzentrierte er sich hauptsächlich auf seine Theaterkarriere, erst ab Ende der 1940er-Jahre trat er regelmäßig in Filmen auf. Mit seiner großen, schwergewichtigen Statur und seinem Vollbart wurde der Charakterdarsteller fortan meistens in Nebenrollen als Schurke oder Handlanger eingesetzt, unter anderem als Ritter Front de Boeuf im Abenteuerfilm Ivanhoe – Der schwarze Ritter (1952) mit Robert Taylor, Elizabeth Taylor und Joan Fontaine. Eine sympathische Rolle hatte er als Geist der Gegenwärtigen Weihnacht in Brian Desmond Hursts Dickens-Adaption Eine Weihnachtsgeschichte (1951). Obwohl er Brite war, verkörperte er auf der Leinwand häufiger Ausländer und Exoten wie den Zigeuner Vavra in James Bond 007 – Liebesgrüße aus Moskau (1963).
Bekanntheit erlangte De Wolff auch durch seine Auftritte in den britischen Hammer-Filmen, unter anderem als Dorfarzt Dr. Mortimer in Der Hund von Baskerville (1959) sowie als Polizei-Inspektor in Schlag 12 in London (1960). Neben seinen Filmen war De Wolff auch in zahlreichen Fernsehserien zu sehen, etwa als Agamemnon in mehreren Folgen von Doctor Who. Bis zu seinem Rückzug im Jahre 1977 hatte De Wolff fast 100 Film- und Fernsehauftritte. 1984 starb er mit 71 Jahren in Sussex, sein Leichnam wurde eingeäschert und verstreut.

## Filmografie (Auswahl)
- 1935: Ten Minute Alibi
- 1936: Feuer über England (Fire Over England)
- 1949: Adam und Evelyne (Adam and Evelyne)
- 1949: Sklavin des Herzens (Under Capricorn)
- 1950: Die Schatzinsel (Treasure Island)
- 1950: Das träumende Herz (Maria Chapdelaine)
- 1951: Tom Browns Schulzeit (Tom Brown's Schooldays)
- 1951: Eine Weihnachtsgeschichte (Scrooge)
- 1952: Ivanhoe – Der schwarze Ritter (Ivanhoe)
- 1953: Moulin Rouge
- 1953: Der Freibeuter (The Master of Ballantrae)
- 1953: Besiegter Haß (The Kidnappers)
- 1954: Dämonen der Südsee (The Seekers)
- 1956: Moby Dick
- 1957: Die heilige Johanna (Saint John)
- 1957: Die kleinste Schau der Welt (The Smallest Show on Earth)
- 1958: Die Wurzeln des Himmels (The Roots of Heaven)
- 1958: Wütende See (Sea Fury)
- 1959: Den Tod überlistet (The Man Who Could Cheat Death)
- 1959: Der Hund von Baskerville (The Hound of the Baskervilles)
- 1960: Schlag 12 in London (The Two Faces of Dr. Jekyll)
- 1960: Im Land der langen Schatten (Ombre bianche)
- 1960: Clue of the Twisted Candle
- 1962–1963: Richard Löwenherz (Fernsehserie, neun Folgen)
- 1963: Die drei Leben des Thomasina (The Three Lives of Thomasina)
- 1963: James Bond 007 – Liebesgrüße aus Moskau (From Russia With Love)
- 1964: Devil Doll
- 1964: Ist ja irre – Cäsar liebt Cleopatra (Carry On Cleo)
- 1964–1965: Doctor Who (Fernsehserie, vier Folgen)
- 1964: Das Grauen auf Black Torment (The Black Tornment)
- 1965: Hereward the Wake (Fernsehserie, 8 Folgen)
- 1965: Unser Mann vom Secret Service (Lincensed to Kill)
- 1966: Spion zwischen 2 Fronten (Triple Cross)
- 1967: Die Über-Sinnliche (Questi fantasmi)
- 1968: Ein Mann wie Hiob (The Fixer)
- 1969: Dave – Zuhaus in allen Betten (Sinful Davey)
- 1970: Ivanhoe (Mini-Fernsehserie, vier Folgen)
- 1973: Die drei Musketiere (The Three Musketeers)
- 1973–1975: The Tomorrow People (Fernsehserie, sechs Folgen)
- 1977: Jesus von Nazareth (Gesù di Nazareth)